# Dezember 2019
Portal Geschichte | Portal Biografien | Aktuelle Ereignisse | Jahreskalender | Tagesartikel

◄ |
20. Jahrhundert |
21. Jahrhundert

◄ |
1980er |
1990er |
2000er |
2010er
| 2020er | 2030er | 2040er

◄ |
2015 |
2016 |
2017 |
2018 |
2019
| 2020 | 2021 | 2022 | 2023 | ►

◄ |
September 2019 |
Oktober 2019 |
November 2019 |
Dezember 2019 |
Januar 2020 |
Februar 2020 |
März 2020 |
►
Dieser Artikel behandelt tagesbezogene Nachrichten und Ereignisse im Dezember 2019.

## Tagesgeschehen

### Sonntag, 1. Dezember 2019
- Brüssel/Belgien: Die neue EU-Kommission unter Ursula von der Leyen nimmt ihre Amtsgeschäfte auf. Gleichzeitig tritt der ehemalige belgische Premierminister Charles Michel als Nachfolger von Donald Tusk sein Amt als Präsident des Europäischen Rates an.
- Chengdu/China: Ende des World Cups der Männer im Tischtennis
- London/Vereinigtes Königreich: Verleihung der British Independent Film Awards 2019

### Montag, 2. Dezember 2019

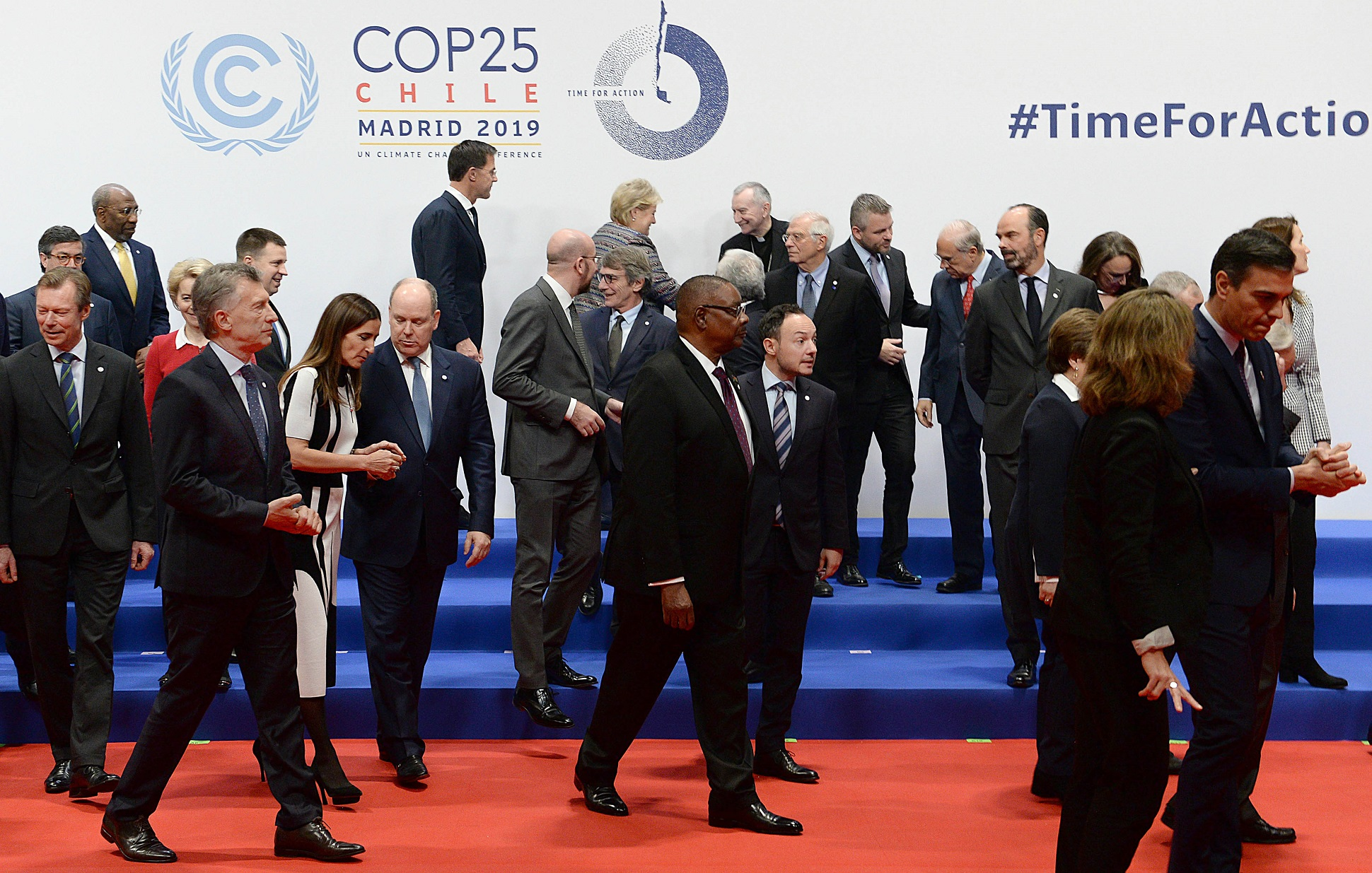

- Madrid/Spanien: Beginn der 25. UN-Klimakonferenz (bis 15. Dezember)

### Dienstag, 3. Dezember 2019
- Margate, Vereinigtes Königreich: Bekanntgabe des Gewinners des Turner Prize[1]
- Watford/Vereinigtes Königreich: Gipfeltreffen der NATO (bis 4. Dezember)

### Mittwoch, 4. Dezember 2019
- Stockholm/Schweden: Die Right Livelihood Awards werden verliehen.

### Donnerstag, 5. Dezember 2019
- Paris/Frankreich: Gegen die geplante Rentenreform der französischen Regierung hat ein Generalstreik begonnen.

### Freitag, 6. Dezember 2019
- Berlin/Deutschland: SPD-Bundesparteitag in der Messe Berlin (bis 8. Dezember).[2] Norbert Walter-Borjans und Saskia Esken werden als Doppelspitze zu den neuen Parteivorsitzenden gewählt.[3]

### Samstag, 7. Dezember 2019
- Berlin/Deutschland: Im Haus der Berliner Festspiele wird der 32. Europäische Filmpreis verliehen.[4]
- Bougainville/Papua-Neuguinea: Das Unabhängigkeitsreferendum wird nach zwei Wochen beendet.

### Sonntag, 8. Dezember 2019
- Atlanta/Vereinigte Staaten: In den Tyler Perry Studios wird die Südafrikanerin Zozibini Tunzi zur Miss Universe gewählt.[5]

### Montag, 9. Dezember 2019
- Whakaari / White Island/Neuseeland: Beim Ausbruch des Vulkans auf der Insel kommen nach aktuellen Angaben 16 Menschen ums Leben. Zudem werden zwei Personen vermisst und mehrere Personen teils schwer verletzt.
- Hollywood/Vereinigte Staaten: Die Hollywood Foreign Press Association gibt die Golden-Globe-Nominierungen bekannt. Die Netflix-Produktion Marriage Story von Noah Baumbach führt mit sechs Nennungen die Nominierungsliste an.[6]
- Paris/Frankreich: Gipfeltreffen zum Ukraine-Konflikt im Normandie-Format.

### Dienstag, 10. Dezember 2019
- Punta Arenas/Chile: Ein Frachtflugzeug der chilenischen Luftwaffe ist auf dem Weg zu einem Stützpunkt in der Antarktis verschollen. An Bord der Maschine befinden sich 38 Personen, darunter 17 Besatzungsmitglieder und 21 Passagiere.
- Helsinki/Finnland: Nach dem Rücktritt von Antti Rinne wird Sanna Marin zur neuen Ministerpräsidentin gewählt. Mit 34 Jahren ist sie damit die derzeit jüngste Regierungschefin der Welt.

### Mittwoch, 11. Dezember 2019
- Bern/Schweiz: In der Vereinigten Bundesversammlung finden die Gesamterneuerungswahlen des Bundesrates statt. Die bisherige Regierung wird bestätigt. Simonetta Sommaruga wird zur Bundespräsidentin gewählt.

### Donnerstag, 12. Dezember 2019
- Algier/Algerien: Präsidentschaftswahl
- Berlin/Deutschland: weiterer erfolgloser Wahlgang zum Bundestagsvizepräsidenten: Paul Podolay scheitert in seinem dritten Wahlgang und ist damit der vierte Kandidat der AfD, der in jeweils drei Wahlgängen gescheitert ist.
- Zhengzhou/Volksrepublik China: Beginn der World Tour Grand Finals im Tischtennis
- London/Vereinigtes Königreich: Bei den vorgezogenen Unterhauswahlen stürzt die Labour Party auf ihr schlechtestes Wahlergebnis seit 1935, und die Conservative Party gewinnt die absolute Mehrheit im House of Commons.[7]
- Brüssel/Belgien: EU-Gipfel (bis 13. Dezember)[8]

### Samstag, 14. Dezember 2019
- Der Präsident des Deutschen Feuerwehrverbandes Hartmut Ziebs hat wegen anhaltender Differenzen im Präsidium seinen Rücktritt zum Jahresende angekündigt.

### Sonntag, 15. Dezember 2019
- Kumamoto/Japan: Ende/Finale der Handball-Weltmeisterschaft der Frauen 2019
- Zhengzhou/Volksrepublik China: Ende der World Tour Grand Finals im Tischtennis

### Montag, 16. Dezember 2019
- Bonn/Deutschland: Eröffnung des Beethovenjubiläumsjahres im Bonner Opernhaus anlässlich des 250. Geburtstages des Komponisten.[9][10]

### Dienstag, 17. Dezember 2019
- Genf/Schweiz: Aufgrund der Annahme des UNO-Flüchtlingspakts tagt zwei Tage lang ein Globales Flüchtlingsforum (Global Refugee Forum)[11][12]
- Graz/Österreich: Konstituierende Sitzung des Landtags der Steiermark der XVIII. Gesetzgebungsperiode und Wahl und Angelobung der Landesregierung Schützenhöfer II[13]

### Mittwoch, 18. Dezember 2019
- Kourou/Französisch-Guayana: Start des europäischen Weltraumteleskops Cheops mit einer Sojus-ST-Rakete

### Freitag, 20. Dezember 2019
- Mühleberg/Schweiz: Definitive Abschaltung des Kernkraftwerks Mühleberg.

### Sonntag, 22. Dezember 2019
- Berlin/Deutschland: Bundeskanzlerin Angela Merkel holt die Amtszeit ihres Vorgängers Konrad Adenauer ein: 14 Jahre und einen Monat. Den bisherigen Rekordhalter Helmut Kohl hätte sie überholt, wenn sie bis zum 18. Dezember 2021 im Amt bleiben würde. Am 10. September 2020 stünde aber bereits Merkels nächster Rekord an: Mit 23 Jahren wäre die ehemalige Frauen- und Umweltministerin länger Mitglied des Bundeskabinetts gewesen als der bisherige Rekordhalter Hans-Dietrich Genscher.

### Montag, 23. Dezember 2019
- Riad/Saudi-Arabien: Im Fall um den ermordeten Journalisten Jamal Khashoggi werden fünf Angeklagte zum Tod verurteilt. Drei weitere erhielten Haftstrafen. Zwei ranghohe Beamte des Kronprinzen Mohammed Bin Salman wurden von den Vorwürfen freigesprochen.[14]
- Chicago/Vereinigte Staaten: Boeing-Chef Dennis Muilenburg tritt wegen der Krise um 737 MAX von seinem Amt als CEO zurück. Sein Nachfolger wird David Calhoun.

### Donnerstag, 26. Dezember 2019
- Südostasien: Ringförmige Sonnenfinsternis

### Freitag, 27. Dezember 2019
- Almaty/Kasachstan: Bek-Air-Flug 2100 stürzt kurz nach dem Start am Flughafen von Almaty ab. Nach ersten Erkenntnissen befanden sich rund 100 Passagiere an Bord, 12 haben den Absturz nicht überlebt.
- Leipzig/Deutschland: Beginn des 36. Chaos Communication Congress (bis 30. Dezember 2019)

### Samstag, 28. Dezember 2019
- Oberstdorf/Deutschland: Beginn der Vierschanzentournee 2019/20 (bis 6. Januar 2020)
- Mogadischu/Somalia: Durch einen Selbstmordanschlag mit einer Autobombe an einer Kontrollstelle der Polizei sterben mindestens 90 Menschen, über 90 werden verletzt.

### Sonntag, 29. Dezember 2019
- Fort Worth/Vereinigte Staaten: Bei einem Amoklauf in einer Kirche während eines Gottesdienstes werden drei Personen getötet. Der Schütze wird vom privaten Sicherheitsdienst erschossen.[15]
- Bissau/Guinea-Bissau: Präsidentschaftswahl, 2. Runde

### Dienstag, 31. Dezember 2019
- Philippsburg/Deutschland: Abschaltung des Kernkraftwerks Philippsburg 2 um 19 Uhr.[16]